# Чатмос (Вирџинија)
Чатмос (енгл. Chatmoss) насељено је место без административног статуса у америчкој савезној држави Вирџинија.

## Демографија
По попису из 2010. године број становника је 1.698, што је 44 (-2,5%) становника мање него 2000. године.
| Група             | 2000.         | 2010.         |
| Белци             | 1.313 (75,4%) | 1.237 (72,9%) |
| Афроамериканци    | 273 (15,7%)   | 360 (21,2%)   |
| Азијати           | 31 (1,8%)     | 21 (1,2%)     |
| Хиспаноамериканци | 106 (6,1%)    | 67 (3,9%)     |
| Укупно            | 1.742         | 1.698         |